# Franciscus Cornelis Donders
Franciscus Cornelis Donders (født 27. maj 1818 i Tilburg i Nordbrabant, død 23. marts 1889 i Utrecht) var en hollandsk fysiolog og oftalmolog. Han var professor i fysiologi i Utrecht og blev internationalt anset som en ekspert i øjenlidelser, og styrede det nederlandske hospital for patienter med øjensygdomme. Sammen med Albrecht von Graefe og Hermann von Helmholtz var han en af de primære grundlæggere af videnskabelig oftalmologi.